# 雪人蟹
雪人蟹為棲息於深海的十足目基瓦屬物種。
雪人蟹主要棲息於冷泉附近，以共生於螯上細絨毛的假單胞菌門群落為食。這些細菌能夠從冷泉滲漏出的硫化氫與甲烷獲得能量，雪人蟹則能透過梳狀口器刮取這些細菌進食。雪人蟹會透過於冷泉附近揮舞螯來使螯上的共生菌能獲取更多的氧氣及營養。

## 語言學
雪人蟹的種小名「puravida」來自於哥斯大黎加西班牙文，意思為「純粹的生活（pure life）」，在雪人蟹發現地的哥斯大黎加，這句話多半用於表達你好、謝謝、不客氣或再見。

## 發現史
雪人蟹最初是於2006年由安德魯·瑟伯（Andrew Thurber）、威廉·J·瓊斯（William J. Jones）與卡琳·施納貝爾（Kareen Schnabel）在哥斯大黎加外海水深1,000-（3,300-英尺）的深海中發現。除了雪人蟹外，其他屬於基瓦科的物種還包括基瓦多毛怪（2005年發現於復活島附近）、霍夫蟹（2015年發現於東斯科舍洋脊的海底熱泉）與Kiwa araonae（2016年發現於澳大利亞-南極洲脊），牠們皆具有長滿絨毛或突起的螯。 

## 外部連結
- 雪人蟹於冷泉附近揮舞牠們螯的影片 （页面存档备份，存于），來自YouTube